# Ligue des champions de l'AFC 2023-2024
Navigation
Édition précédente Édition suivante
La Ligue des champions de l'AFC 2023-2024 est la 42e édition de la plus prestigieuse des compétitions inter-clubs asiatiques de football, la 21e édition avec le nom de Ligue des champions pour aussi la Association Championnet. Elle oppose les meilleurs clubs d'Asie qui se sont illustrés dans leurs championnats respectifs la saison précédente.
Cette saison est la première à avoir un calendrier interannuel (automne-printemps) au lieu d'un calendrier intra-annuel (printemps-automne) depuis la saison 2002-2003. Cette édition voit une augmentation du nombre de joueurs pouvant être inscrits, trente-cinq; les équipes pourront aligner six joueurs étrangers dans des matchs, l'un de ces six joueurs devant toujours provenir d'une autre nation asiatique.
Le vainqueur se qualifie automatiquement pour la Ligue des champions Élite 2024-2025, en entrant au stade des barrages de qualification, s'il ne se s'est pas déjà qualifié grâce à ses performances nationales, ainsi que pour la Coupe du monde des clubs de la FIFA 2025 et la Coupe intercontinentale de la FIFA 2024.

## Participants
Les 47 associations membres de l' AFC sont classées en fonction des performances de leurs clubs au cours des quatre dernières années dans les compétitions de clubs de l'AFC (le classement mondial de la FIFA de leur équipe nationale n'est plus pris en compte). Les créneaux sont attribués selon les critères suivants selon le manuel d'inscription:
- Les associations sont divisées en deux régions (article 3.1):
  - La région de l'Ouest comprend les 25 associations de la Fédération de football d'Asie occidentale (WAFF), de la Fédération d'Asie du Sud de football (SAFF) et de l' Association de football d'Asie centrale (CAFA).
  - La région de l'Est comprend les 22 associations de la Fédération de football de l' ASEAN (AFF) et de la Fédération de football de l'Asie de l'Est (EAFF).
  - L'AFC peut réattribuer une ou plusieurs associations dans une autre région si nécessaire pour des raisons sportives.
- Les 12 meilleures associations de chaque région sont éligibles pour participer à la Ligue des champions de l'AFC.
- Dans chaque région, il y a cinq groupes dans la phase de groupes, dont 16 places directes, les 4 places restantes étant remplies lors des barrages de qualification (article 3.2). Les places dans chaque région sont répartis comme suit:
  - Les associations classées 1er et 2e se voient attribuer chacune trois places directes et une place de barrage.
  - Les associations classées 3e et 4e se voient attribuer chacune deux places directes et deux places de barrage.
  - Les associations classées 5e se voient attribuer chacune une place directe et deux places de barrage.
  - Les associations classées 6e se voient attribuer chacune une place directe et une place de barrage.
  - Les associations classées 7e à 10e se voient attribuer chacune une place directe.
  - Les associations classées 11e à 12e se voient attribuer chacune une place de barrage.
- Les détenteurs du titre de la Ligue des champions de l'AFC et les détenteurs du titre de la Coupe de l'AFC se voient chacun attribuer une place pour les barrages s'ils ne se qualifient pas pour le tournoi par le biais de performances nationales (article 3.6). Les règles suivantes sont appliquées:
  - Si les détenteurs du titre de la Ligue des champions de l'AFC ou des détenteurs du titre de la Coupe de l'AFC sont issus d'associations classées de la 1re à la 6e, leur association se voit attribuer le même nombre de places de barrage, et ils remplacent l'équipe la moins classée de leur association. Dans le cas contraire, leur association se voit attribuer une place supplémentaire pour les barrages et ne remplace aucune équipe de son association (articles 3.8, 3.9 et 3.10).
  - Si les détenteurs du titre de la Ligue des champions de l'AFC et ceux de la Coupe de l'AFC appartiennent à la même association à laquelle une seule place de barrage est allouée, leur association se voit attribuer une place de barrage supplémentaire, et seule l'équipe la moins classée de leur association est remplacé en conséquence (article 3.11).
  - Les détenteurs du titre de la Ligue des champions de l'AFC et des détenteurs du titre de la Coupe de l'AFC sont les équipes les moins classées dans les barrages de qualification s'ils ne remplacent aucune équipe de leur association (article 3.12).
- Si une association classée de la 1re à la 6e ne remplit aucun des critères de la Ligue des champions de l'AFC, toutes ses places directes sont converties en places de barrage. Les créneaux directs cédés sont redistribués à l'association éligible la plus élevée selon les critères suivants (articles 3.13 et 3.14):
  - Pour chaque association, le nombre maximal de créneaux horaires au total est de quatre et le nombre maximal de créneaux horaires directs est de trois (articles 3.4 et 3.5).
  - Si une association classée de la 3e à la 6e se voit attribuer un emplacement direct supplémentaire, un emplacement de barrage est annulé et non redistribué.
  - Si une association classée 5e à 6e se voit attribuer deux emplacements directs supplémentaires, un emplacement de play-off est annulé et non redistribué.
- Si une association classée 7e à 10e ne remplit aucun des critères de l'AFC Champions League, elle voit sa place directe convertie en place de barrage. La place directe abandonnée est redistribuée à l'association suivante classée 11e ou 12e, dont la place de barrage est annulée et non redistribuée, ou si aucune n'est éligible, l'association éligible la plus élevée selon les mêmes critères que ceux mentionnés ci-dessus (articles 3.16 et 3.17) .
- Si une association avec uniquement des places de barrage, y compris toute association classée 11e à 12e ou celles mentionnées ci-dessus, ne remplit pas les critères minimum de l'AFC Champions League, la ou les places de barrage sont annulées et non redistribuées (Articles 3.19 et 3.20).
- Pour chaque association, le nombre maximum de places totales est d'un tiers du nombre total d'équipes éligibles (hors équipes étrangères) dans la première division (article 3.4). Si cette règle est appliquée, toutes les places directes cédées sont redistribuées selon les mêmes critères que ceux mentionnés ci-dessus, et les places de barrage sont annulées et non redistribuées (article 9.10).
- Toutes les équipes participantes doivent obtenir une licence AFC Champions League et, à l'exception des vainqueurs de coupe, terminer dans la moitié supérieure de leur première division (articles 7.1 et 9.5). Si une association n'a pas suffisamment d'équipes qui satisfont à ces critères, les places directes cédées sont redistribuées selon les mêmes critères que ceux mentionnés ci-dessus, et les places de barrage sont annulées et non redistribuées (article 9.9).
- Si une équipe bénéficiant d'une licence refuse de participer, son créneau, direct ou play-off, est annulé et non redistribué (article 9.11).

### Classement de l'association
Pour la Ligue des champions de l'AFC 2023-2024, les associations se voient attribuer des créneaux en fonction de leur classement des compétitions de clubs de l'AFC qui a été publié le 9 décembre 2021, qui prend en compte leurs performances en Ligue des champions de l'AFC et la Coupe de l'AFC durant la période entre 2018 et 2021.
| Classement | Classement | Fédération          | Points  | Nombre de places | Nombre de places | Nombre de places |
| Région     | AFC        | Fédération          | Points  | Phase de groupes | Barrages         | Barrages         |
| Région     | AFC        | Fédération          | Points  | Phase de groupes | Barrages         | Tour prél.       |
| ---------- | ---------- | ------------------- | ------- | ---------------- | ---------------- | ---------------- |
| 1          | 1          | Arabie saoudite     | 100.000 | 3                | 1                | 0                |
| 2          | 4          | Iran                | 77.792  | 3                | 1                | 0                |
| 3          | 5          | Qatar               | 75.131  | 2                | 2                | 0                |
| 4          | 6          | Ouzbékistan         | 64.712  | 2                | 1                | 1                |
| 5          | 8          | Émirats arabes unis | 52.588  | 1                | 0                | 2                |
| 6          | 10         | Jordanie            | 46.131  | 1                | 0                | 1                |
| 7          | 12         | Tadjikistan         | 37.323  | 1                | 0                | 0                |
| 8          | 13         | Irak                | 35.223  | 1                | 0                | 0                |
| 9          | 16         | Turkménistan        | 27.871  | 1                | 0                | 0                |
| 10         | 17         | Inde                | 25.290  | 1                | 0                | 0                |
| 12         | 21         | Bangladesh          | 19.452  | 0                | 0                | 1                |
| 13         | 34         | Oman                | 5.264   | 0                | 0                | 1                |

| Classement | Classement | Fédération   | Points | Nombre de places | Nombre de places | Nombre de places |
| Région     | AFC        | Fédération   | Points | Phase de groupes | Barrages         | Barrages         |
| Région     | AFC        | Fédération   | Points | Phase de groupes | Barrages         | Tour prél.       |
| ---------- | ---------- | ------------ | ------ | ---------------- | ---------------- | ---------------- |
| 1          | 2          | Corée du Sud | 95.462 | 3                | 1                | 0                |
| 2          | 3          | Japon        | 93.412 | 3                | 1                | 0                |
| 3          | 7          | Chine        | 59.948 | 2                | 2                | 0                |
| 4          | 9          | Thaïlande    | 51.920 | 2                | 2                | 0                |
| 5          | 11         | Hong Kong    | 40.925 | 1                | 0                | 2                |
| 6          | 14         | Viêt Nam     | 34.937 | 1                | 0                | 1                |
| 8          | 19         | Philippines  | 23.080 | 1                | 0                | 0                |
| 9          | 20         | Malaisie     | 21.087 | 1                | 0                | 0                |
| 10         | 23         | Australie    | 17.277 | 1                | 0                | 0                |
| 11         | 24         | Singapour    | 17.016 | 1                | 0                | 0                |
| 12         | 26         | Indonésie    | 15.960 | 0                | 0                | 1                |

### Participants de la région de l'Ouest
| Phase de groupes | Phase de groupes | Phase de groupes | Phase de groupes | Phase de groupes | Phase de groupes | Phase de groupes | Phase de groupes | Phase de groupes | Phase de groupes | Phase de groupes | Phase de groupes | Phase de groupes | Phase de groupes | Phase de groupes | Phase de groupes |
| --- | --- | --- | --- | --- | --- | --- | --- | --- | --- | --- | --- | --- | --- | --- | --- |
| - Al-Hilal FC Champion d'Arabie Saoudite en 2021-2022 - Al-Ittihad Club Champion d'Arabie Saoudite en 2022-2023 - Al-Fayha FC Vainqueur de la Coupe d'Arabie Saoudite en 2021-2022 - Persépolis FC Champion d'Iran en 2022-2023 - Sepahan SC 2e d'Iran en 2022-2023 - Nassaji Vainqueur de la Coupe d'Iran 2021-2022 - Al-Sadd SC Champion du Qatar en 2021-2022 - Al-Duhail SC Champion du Qatar en 2022-2023 et Vainqueur de la Coupe du Qatar en 2022 | - Al-Hilal FC Champion d'Arabie Saoudite en 2021-2022 - Al-Ittihad Club Champion d'Arabie Saoudite en 2022-2023 - Al-Fayha FC Vainqueur de la Coupe d'Arabie Saoudite en 2021-2022 - Persépolis FC Champion d'Iran en 2022-2023 - Sepahan SC 2e d'Iran en 2022-2023 - Nassaji Vainqueur de la Coupe d'Iran 2021-2022 - Al-Sadd SC Champion du Qatar en 2021-2022 - Al-Duhail SC Champion du Qatar en 2022-2023 et Vainqueur de la Coupe du Qatar en 2022 | - Al-Hilal FC Champion d'Arabie Saoudite en 2021-2022 - Al-Ittihad Club Champion d'Arabie Saoudite en 2022-2023 - Al-Fayha FC Vainqueur de la Coupe d'Arabie Saoudite en 2021-2022 - Persépolis FC Champion d'Iran en 2022-2023 - Sepahan SC 2e d'Iran en 2022-2023 - Nassaji Vainqueur de la Coupe d'Iran 2021-2022 - Al-Sadd SC Champion du Qatar en 2021-2022 - Al-Duhail SC Champion du Qatar en 2022-2023 et Vainqueur de la Coupe du Qatar en 2022 | - Al-Hilal FC Champion d'Arabie Saoudite en 2021-2022 - Al-Ittihad Club Champion d'Arabie Saoudite en 2022-2023 - Al-Fayha FC Vainqueur de la Coupe d'Arabie Saoudite en 2021-2022 - Persépolis FC Champion d'Iran en 2022-2023 - Sepahan SC 2e d'Iran en 2022-2023 - Nassaji Vainqueur de la Coupe d'Iran 2021-2022 - Al-Sadd SC Champion du Qatar en 2021-2022 - Al-Duhail SC Champion du Qatar en 2022-2023 et Vainqueur de la Coupe du Qatar en 2022 | - Al-Hilal FC Champion d'Arabie Saoudite en 2021-2022 - Al-Ittihad Club Champion d'Arabie Saoudite en 2022-2023 - Al-Fayha FC Vainqueur de la Coupe d'Arabie Saoudite en 2021-2022 - Persépolis FC Champion d'Iran en 2022-2023 - Sepahan SC 2e d'Iran en 2022-2023 - Nassaji Vainqueur de la Coupe d'Iran 2021-2022 - Al-Sadd SC Champion du Qatar en 2021-2022 - Al-Duhail SC Champion du Qatar en 2022-2023 et Vainqueur de la Coupe du Qatar en 2022 | - Al-Hilal FC Champion d'Arabie Saoudite en 2021-2022 - Al-Ittihad Club Champion d'Arabie Saoudite en 2022-2023 - Al-Fayha FC Vainqueur de la Coupe d'Arabie Saoudite en 2021-2022 - Persépolis FC Champion d'Iran en 2022-2023 - Sepahan SC 2e d'Iran en 2022-2023 - Nassaji Vainqueur de la Coupe d'Iran 2021-2022 - Al-Sadd SC Champion du Qatar en 2021-2022 - Al-Duhail SC Champion du Qatar en 2022-2023 et Vainqueur de la Coupe du Qatar en 2022 | - Al-Hilal FC Champion d'Arabie Saoudite en 2021-2022 - Al-Ittihad Club Champion d'Arabie Saoudite en 2022-2023 - Al-Fayha FC Vainqueur de la Coupe d'Arabie Saoudite en 2021-2022 - Persépolis FC Champion d'Iran en 2022-2023 - Sepahan SC 2e d'Iran en 2022-2023 - Nassaji Vainqueur de la Coupe d'Iran 2021-2022 - Al-Sadd SC Champion du Qatar en 2021-2022 - Al-Duhail SC Champion du Qatar en 2022-2023 et Vainqueur de la Coupe du Qatar en 2022 | - Al-Hilal FC Champion d'Arabie Saoudite en 2021-2022 - Al-Ittihad Club Champion d'Arabie Saoudite en 2022-2023 - Al-Fayha FC Vainqueur de la Coupe d'Arabie Saoudite en 2021-2022 - Persépolis FC Champion d'Iran en 2022-2023 - Sepahan SC 2e d'Iran en 2022-2023 - Nassaji Vainqueur de la Coupe d'Iran 2021-2022 - Al-Sadd SC Champion du Qatar en 2021-2022 - Al-Duhail SC Champion du Qatar en 2022-2023 et Vainqueur de la Coupe du Qatar en 2022 | - Pakhtakor Tachkent Champion d'Ouzbékistan en 2022 - Nasaf Qarshi Vainqueur de la Coupe d'Ouzbékistan en 2022 - Al-Aïn FC Champion des Émirats arabes unis en 2021-2022 - Al-Faisaly Champion de Jordanie en 2022 - Istiqlol Douchanbé Champion du Tadjikistan en 2022 - Al-Qowa Al-Jawiya 2e d'Irak en 2022-2023 - Ahal Änew Champion du Turkménistan en 2022 - Mumbai City Vainqueur du barrages des Champions d'Inde en 2021-2022 et 2022-2023 | - Pakhtakor Tachkent Champion d'Ouzbékistan en 2022 - Nasaf Qarshi Vainqueur de la Coupe d'Ouzbékistan en 2022 - Al-Aïn FC Champion des Émirats arabes unis en 2021-2022 - Al-Faisaly Champion de Jordanie en 2022 - Istiqlol Douchanbé Champion du Tadjikistan en 2022 - Al-Qowa Al-Jawiya 2e d'Irak en 2022-2023 - Ahal Änew Champion du Turkménistan en 2022 - Mumbai City Vainqueur du barrages des Champions d'Inde en 2021-2022 et 2022-2023 | - Pakhtakor Tachkent Champion d'Ouzbékistan en 2022 - Nasaf Qarshi Vainqueur de la Coupe d'Ouzbékistan en 2022 - Al-Aïn FC Champion des Émirats arabes unis en 2021-2022 - Al-Faisaly Champion de Jordanie en 2022 - Istiqlol Douchanbé Champion du Tadjikistan en 2022 - Al-Qowa Al-Jawiya 2e d'Irak en 2022-2023 - Ahal Änew Champion du Turkménistan en 2022 - Mumbai City Vainqueur du barrages des Champions d'Inde en 2021-2022 et 2022-2023 | - Pakhtakor Tachkent Champion d'Ouzbékistan en 2022 - Nasaf Qarshi Vainqueur de la Coupe d'Ouzbékistan en 2022 - Al-Aïn FC Champion des Émirats arabes unis en 2021-2022 - Al-Faisaly Champion de Jordanie en 2022 - Istiqlol Douchanbé Champion du Tadjikistan en 2022 - Al-Qowa Al-Jawiya 2e d'Irak en 2022-2023 - Ahal Änew Champion du Turkménistan en 2022 - Mumbai City Vainqueur du barrages des Champions d'Inde en 2021-2022 et 2022-2023 | - Pakhtakor Tachkent Champion d'Ouzbékistan en 2022 - Nasaf Qarshi Vainqueur de la Coupe d'Ouzbékistan en 2022 - Al-Aïn FC Champion des Émirats arabes unis en 2021-2022 - Al-Faisaly Champion de Jordanie en 2022 - Istiqlol Douchanbé Champion du Tadjikistan en 2022 - Al-Qowa Al-Jawiya 2e d'Irak en 2022-2023 - Ahal Änew Champion du Turkménistan en 2022 - Mumbai City Vainqueur du barrages des Champions d'Inde en 2021-2022 et 2022-2023 | - Pakhtakor Tachkent Champion d'Ouzbékistan en 2022 - Nasaf Qarshi Vainqueur de la Coupe d'Ouzbékistan en 2022 - Al-Aïn FC Champion des Émirats arabes unis en 2021-2022 - Al-Faisaly Champion de Jordanie en 2022 - Istiqlol Douchanbé Champion du Tadjikistan en 2022 - Al-Qowa Al-Jawiya 2e d'Irak en 2022-2023 - Ahal Änew Champion du Turkménistan en 2022 - Mumbai City Vainqueur du barrages des Champions d'Inde en 2021-2022 et 2022-2023 | - Pakhtakor Tachkent Champion d'Ouzbékistan en 2022 - Nasaf Qarshi Vainqueur de la Coupe d'Ouzbékistan en 2022 - Al-Aïn FC Champion des Émirats arabes unis en 2021-2022 - Al-Faisaly Champion de Jordanie en 2022 - Istiqlol Douchanbé Champion du Tadjikistan en 2022 - Al-Qowa Al-Jawiya 2e d'Irak en 2022-2023 - Ahal Änew Champion du Turkménistan en 2022 - Mumbai City Vainqueur du barrages des Champions d'Inde en 2021-2022 et 2022-2023 | - Pakhtakor Tachkent Champion d'Ouzbékistan en 2022 - Nasaf Qarshi Vainqueur de la Coupe d'Ouzbékistan en 2022 - Al-Aïn FC Champion des Émirats arabes unis en 2021-2022 - Al-Faisaly Champion de Jordanie en 2022 - Istiqlol Douchanbé Champion du Tadjikistan en 2022 - Al-Qowa Al-Jawiya 2e d'Irak en 2022-2023 - Ahal Änew Champion du Turkménistan en 2022 - Mumbai City Vainqueur du barrages des Champions d'Inde en 2021-2022 et 2022-2023 |
| Barrages | | | | | | | | | | | | | | | |
| - Al-Nassr FC 2e d'Arabie Saoudite en 2022-2023 - Tractor SC 4e d'Iran en 2022-2023 | - Al-Nassr FC 2e d'Arabie Saoudite en 2022-2023 - Tractor SC 4e d'Iran en 2022-2023 | - Al-Nassr FC 2e d'Arabie Saoudite en 2022-2023 - Tractor SC 4e d'Iran en 2022-2023 | - Al-Nassr FC 2e d'Arabie Saoudite en 2022-2023 - Tractor SC 4e d'Iran en 2022-2023 | - Al-Nassr FC 2e d'Arabie Saoudite en 2022-2023 - Tractor SC 4e d'Iran en 2022-2023 | - Al-Nassr FC 2e d'Arabie Saoudite en 2022-2023 - Tractor SC 4e d'Iran en 2022-2023 | - Al-Nassr FC 2e d'Arabie Saoudite en 2022-2023 - Tractor SC 4e d'Iran en 2022-2023 | - Al-Nassr FC 2e d'Arabie Saoudite en 2022-2023 - Tractor SC 4e d'Iran en 2022-2023 | - Al-Arabi SC Vainqueur de la Coupe du Qatar en 2023 - Al-Wakrah SC 3e du Qatar en 2021-2022 - Navbahor Namangan 2e d'Ouzbékistan en 2022 | - Al-Arabi SC Vainqueur de la Coupe du Qatar en 2023 - Al-Wakrah SC 3e du Qatar en 2021-2022 - Navbahor Namangan 2e d'Ouzbékistan en 2022 | - Al-Arabi SC Vainqueur de la Coupe du Qatar en 2023 - Al-Wakrah SC 3e du Qatar en 2021-2022 - Navbahor Namangan 2e d'Ouzbékistan en 2022 | - Al-Arabi SC Vainqueur de la Coupe du Qatar en 2023 - Al-Wakrah SC 3e du Qatar en 2021-2022 - Navbahor Namangan 2e d'Ouzbékistan en 2022 | - Al-Arabi SC Vainqueur de la Coupe du Qatar en 2023 - Al-Wakrah SC 3e du Qatar en 2021-2022 - Navbahor Namangan 2e d'Ouzbékistan en 2022 | - Al-Arabi SC Vainqueur de la Coupe du Qatar en 2023 - Al-Wakrah SC 3e du Qatar en 2021-2022 - Navbahor Namangan 2e d'Ouzbékistan en 2022 | - Al-Arabi SC Vainqueur de la Coupe du Qatar en 2023 - Al-Wakrah SC 3e du Qatar en 2021-2022 - Navbahor Namangan 2e d'Ouzbékistan en 2022 | - Al-Arabi SC Vainqueur de la Coupe du Qatar en 2023 - Al-Wakrah SC 3e du Qatar en 2021-2022 - Navbahor Namangan 2e d'Ouzbékistan en 2022 |
| Tour préliminaire | | | | | | | | | | | | | | | |
| - FK AGMK 4e d'Ouzbékistan en 2022 - Shabab Al-Ahli Champion des Émirats arabes unis en 2022-2023 - Sharjah FC Vainqueur de la Coupe des Émirats arabes unis en 2021-2022 et 2022-2023 | - FK AGMK 4e d'Ouzbékistan en 2022 - Shabab Al-Ahli Champion des Émirats arabes unis en 2022-2023 - Sharjah FC Vainqueur de la Coupe des Émirats arabes unis en 2021-2022 et 2022-2023 | - FK AGMK 4e d'Ouzbékistan en 2022 - Shabab Al-Ahli Champion des Émirats arabes unis en 2022-2023 - Sharjah FC Vainqueur de la Coupe des Émirats arabes unis en 2021-2022 et 2022-2023 | - FK AGMK 4e d'Ouzbékistan en 2022 - Shabab Al-Ahli Champion des Émirats arabes unis en 2022-2023 - Sharjah FC Vainqueur de la Coupe des Émirats arabes unis en 2021-2022 et 2022-2023 | - FK AGMK 4e d'Ouzbékistan en 2022 - Shabab Al-Ahli Champion des Émirats arabes unis en 2022-2023 - Sharjah FC Vainqueur de la Coupe des Émirats arabes unis en 2021-2022 et 2022-2023 | - FK AGMK 4e d'Ouzbékistan en 2022 - Shabab Al-Ahli Champion des Émirats arabes unis en 2022-2023 - Sharjah FC Vainqueur de la Coupe des Émirats arabes unis en 2021-2022 et 2022-2023 | - FK AGMK 4e d'Ouzbékistan en 2022 - Shabab Al-Ahli Champion des Émirats arabes unis en 2022-2023 - Sharjah FC Vainqueur de la Coupe des Émirats arabes unis en 2021-2022 et 2022-2023 | - FK AGMK 4e d'Ouzbékistan en 2022 - Shabab Al-Ahli Champion des Émirats arabes unis en 2022-2023 - Sharjah FC Vainqueur de la Coupe des Émirats arabes unis en 2021-2022 et 2022-2023 | - Al-Weehdat Vainqueur de la Coupe de Jordanie en 2022 - Bashundhara Kings Champion du Bangladesh en 2021-2022 - Al-Seeb SC Vainqueur de la Coupe de l'AFC en 2022 | - Al-Weehdat Vainqueur de la Coupe de Jordanie en 2022 - Bashundhara Kings Champion du Bangladesh en 2021-2022 - Al-Seeb SC Vainqueur de la Coupe de l'AFC en 2022 | - Al-Weehdat Vainqueur de la Coupe de Jordanie en 2022 - Bashundhara Kings Champion du Bangladesh en 2021-2022 - Al-Seeb SC Vainqueur de la Coupe de l'AFC en 2022 | - Al-Weehdat Vainqueur de la Coupe de Jordanie en 2022 - Bashundhara Kings Champion du Bangladesh en 2021-2022 - Al-Seeb SC Vainqueur de la Coupe de l'AFC en 2022 | - Al-Weehdat Vainqueur de la Coupe de Jordanie en 2022 - Bashundhara Kings Champion du Bangladesh en 2021-2022 - Al-Seeb SC Vainqueur de la Coupe de l'AFC en 2022 | - Al-Weehdat Vainqueur de la Coupe de Jordanie en 2022 - Bashundhara Kings Champion du Bangladesh en 2021-2022 - Al-Seeb SC Vainqueur de la Coupe de l'AFC en 2022 | - Al-Weehdat Vainqueur de la Coupe de Jordanie en 2022 - Bashundhara Kings Champion du Bangladesh en 2021-2022 - Al-Seeb SC Vainqueur de la Coupe de l'AFC en 2022 | - Al-Weehdat Vainqueur de la Coupe de Jordanie en 2022 - Bashundhara Kings Champion du Bangladesh en 2021-2022 - Al-Seeb SC Vainqueur de la Coupe de l'AFC en 2022 |

### Participants de la région de l'Est
| Phase de groupes | Phase de groupes | Phase de groupes | Phase de groupes | Phase de groupes | Phase de groupes | Phase de groupes | Phase de groupes | Phase de groupes | Phase de groupes | Phase de groupes | Phase de groupes | Phase de groupes | Phase de groupes | Phase de groupes | Phase de groupes |
| --- | --- | --- | --- | --- | --- | --- | --- | --- | --- | --- | --- | --- | --- | --- | --- |
| - Ulsan HD Champion de Corée du Sud en 2022 - Jeonbuk Hyundai Vainqueur de la Coupe de Corée du sud en 2022 - Pohang Steelers 3e de Corée du Sud en 2022 - Yokohama F. Marinos Champion du Japon en 2022 - Ventforet Kōfu Vainqueur de la Coupe du Japon en 2022 - Kawasaki Frontale 2e du Japon en 2022 - Wuhan Three Towns Champion de Chine en 2022 - Shandong Taishan Vainqueur de la Coupe de Chine en 2022 | - Ulsan HD Champion de Corée du Sud en 2022 - Jeonbuk Hyundai Vainqueur de la Coupe de Corée du sud en 2022 - Pohang Steelers 3e de Corée du Sud en 2022 - Yokohama F. Marinos Champion du Japon en 2022 - Ventforet Kōfu Vainqueur de la Coupe du Japon en 2022 - Kawasaki Frontale 2e du Japon en 2022 - Wuhan Three Towns Champion de Chine en 2022 - Shandong Taishan Vainqueur de la Coupe de Chine en 2022 | - Ulsan HD Champion de Corée du Sud en 2022 - Jeonbuk Hyundai Vainqueur de la Coupe de Corée du sud en 2022 - Pohang Steelers 3e de Corée du Sud en 2022 - Yokohama F. Marinos Champion du Japon en 2022 - Ventforet Kōfu Vainqueur de la Coupe du Japon en 2022 - Kawasaki Frontale 2e du Japon en 2022 - Wuhan Three Towns Champion de Chine en 2022 - Shandong Taishan Vainqueur de la Coupe de Chine en 2022 | - Ulsan HD Champion de Corée du Sud en 2022 - Jeonbuk Hyundai Vainqueur de la Coupe de Corée du sud en 2022 - Pohang Steelers 3e de Corée du Sud en 2022 - Yokohama F. Marinos Champion du Japon en 2022 - Ventforet Kōfu Vainqueur de la Coupe du Japon en 2022 - Kawasaki Frontale 2e du Japon en 2022 - Wuhan Three Towns Champion de Chine en 2022 - Shandong Taishan Vainqueur de la Coupe de Chine en 2022 | - Ulsan HD Champion de Corée du Sud en 2022 - Jeonbuk Hyundai Vainqueur de la Coupe de Corée du sud en 2022 - Pohang Steelers 3e de Corée du Sud en 2022 - Yokohama F. Marinos Champion du Japon en 2022 - Ventforet Kōfu Vainqueur de la Coupe du Japon en 2022 - Kawasaki Frontale 2e du Japon en 2022 - Wuhan Three Towns Champion de Chine en 2022 - Shandong Taishan Vainqueur de la Coupe de Chine en 2022 | - Ulsan HD Champion de Corée du Sud en 2022 - Jeonbuk Hyundai Vainqueur de la Coupe de Corée du sud en 2022 - Pohang Steelers 3e de Corée du Sud en 2022 - Yokohama F. Marinos Champion du Japon en 2022 - Ventforet Kōfu Vainqueur de la Coupe du Japon en 2022 - Kawasaki Frontale 2e du Japon en 2022 - Wuhan Three Towns Champion de Chine en 2022 - Shandong Taishan Vainqueur de la Coupe de Chine en 2022 | - Ulsan HD Champion de Corée du Sud en 2022 - Jeonbuk Hyundai Vainqueur de la Coupe de Corée du sud en 2022 - Pohang Steelers 3e de Corée du Sud en 2022 - Yokohama F. Marinos Champion du Japon en 2022 - Ventforet Kōfu Vainqueur de la Coupe du Japon en 2022 - Kawasaki Frontale 2e du Japon en 2022 - Wuhan Three Towns Champion de Chine en 2022 - Shandong Taishan Vainqueur de la Coupe de Chine en 2022 | - Ulsan HD Champion de Corée du Sud en 2022 - Jeonbuk Hyundai Vainqueur de la Coupe de Corée du sud en 2022 - Pohang Steelers 3e de Corée du Sud en 2022 - Yokohama F. Marinos Champion du Japon en 2022 - Ventforet Kōfu Vainqueur de la Coupe du Japon en 2022 - Kawasaki Frontale 2e du Japon en 2022 - Wuhan Three Towns Champion de Chine en 2022 - Shandong Taishan Vainqueur de la Coupe de Chine en 2022 | - Buriram United Champion de Thaïlande en 2021-2022 et 2022-2023 - Bangkok United 2e de Thaïlande en 2022-2023 - Kitchee SC Champion de Hong Kong en 2022-2023 - Hanoi FC Champion du Viêt Nam en 2022 - Kaya FC Champion des Philippines en 2022-2023 - Johor Darul Ta'zim Champion de Malaisie en 2022 - Melbourne City Champion d"Australie en 2021-2022 et 2022-2023 - Lion City Sailors 2e de Singapour en 2022 | - Buriram United Champion de Thaïlande en 2021-2022 et 2022-2023 - Bangkok United 2e de Thaïlande en 2022-2023 - Kitchee SC Champion de Hong Kong en 2022-2023 - Hanoi FC Champion du Viêt Nam en 2022 - Kaya FC Champion des Philippines en 2022-2023 - Johor Darul Ta'zim Champion de Malaisie en 2022 - Melbourne City Champion d"Australie en 2021-2022 et 2022-2023 - Lion City Sailors 2e de Singapour en 2022 | - Buriram United Champion de Thaïlande en 2021-2022 et 2022-2023 - Bangkok United 2e de Thaïlande en 2022-2023 - Kitchee SC Champion de Hong Kong en 2022-2023 - Hanoi FC Champion du Viêt Nam en 2022 - Kaya FC Champion des Philippines en 2022-2023 - Johor Darul Ta'zim Champion de Malaisie en 2022 - Melbourne City Champion d"Australie en 2021-2022 et 2022-2023 - Lion City Sailors 2e de Singapour en 2022 | - Buriram United Champion de Thaïlande en 2021-2022 et 2022-2023 - Bangkok United 2e de Thaïlande en 2022-2023 - Kitchee SC Champion de Hong Kong en 2022-2023 - Hanoi FC Champion du Viêt Nam en 2022 - Kaya FC Champion des Philippines en 2022-2023 - Johor Darul Ta'zim Champion de Malaisie en 2022 - Melbourne City Champion d"Australie en 2021-2022 et 2022-2023 - Lion City Sailors 2e de Singapour en 2022 | - Buriram United Champion de Thaïlande en 2021-2022 et 2022-2023 - Bangkok United 2e de Thaïlande en 2022-2023 - Kitchee SC Champion de Hong Kong en 2022-2023 - Hanoi FC Champion du Viêt Nam en 2022 - Kaya FC Champion des Philippines en 2022-2023 - Johor Darul Ta'zim Champion de Malaisie en 2022 - Melbourne City Champion d"Australie en 2021-2022 et 2022-2023 - Lion City Sailors 2e de Singapour en 2022 | - Buriram United Champion de Thaïlande en 2021-2022 et 2022-2023 - Bangkok United 2e de Thaïlande en 2022-2023 - Kitchee SC Champion de Hong Kong en 2022-2023 - Hanoi FC Champion du Viêt Nam en 2022 - Kaya FC Champion des Philippines en 2022-2023 - Johor Darul Ta'zim Champion de Malaisie en 2022 - Melbourne City Champion d"Australie en 2021-2022 et 2022-2023 - Lion City Sailors 2e de Singapour en 2022 | - Buriram United Champion de Thaïlande en 2021-2022 et 2022-2023 - Bangkok United 2e de Thaïlande en 2022-2023 - Kitchee SC Champion de Hong Kong en 2022-2023 - Hanoi FC Champion du Viêt Nam en 2022 - Kaya FC Champion des Philippines en 2022-2023 - Johor Darul Ta'zim Champion de Malaisie en 2022 - Melbourne City Champion d"Australie en 2021-2022 et 2022-2023 - Lion City Sailors 2e de Singapour en 2022 | - Buriram United Champion de Thaïlande en 2021-2022 et 2022-2023 - Bangkok United 2e de Thaïlande en 2022-2023 - Kitchee SC Champion de Hong Kong en 2022-2023 - Hanoi FC Champion du Viêt Nam en 2022 - Kaya FC Champion des Philippines en 2022-2023 - Johor Darul Ta'zim Champion de Malaisie en 2022 - Melbourne City Champion d"Australie en 2021-2022 et 2022-2023 - Lion City Sailors 2e de Singapour en 2022 |
| Barrages | | | | | | | | | | | | | | | |
| - Incheon United 4e de Corée du Sud en 2022 - Urawa Red Diamonds Vainqueur de la Ligue des champions en 2022 - Zhejiang Professional 3e de Chine en 2022 | - Incheon United 4e de Corée du Sud en 2022 - Urawa Red Diamonds Vainqueur de la Ligue des champions en 2022 - Zhejiang Professional 3e de Chine en 2022 | - Incheon United 4e de Corée du Sud en 2022 - Urawa Red Diamonds Vainqueur de la Ligue des champions en 2022 - Zhejiang Professional 3e de Chine en 2022 | - Incheon United 4e de Corée du Sud en 2022 - Urawa Red Diamonds Vainqueur de la Ligue des champions en 2022 - Zhejiang Professional 3e de Chine en 2022 | - Incheon United 4e de Corée du Sud en 2022 - Urawa Red Diamonds Vainqueur de la Ligue des champions en 2022 - Zhejiang Professional 3e de Chine en 2022 | - Incheon United 4e de Corée du Sud en 2022 - Urawa Red Diamonds Vainqueur de la Ligue des champions en 2022 - Zhejiang Professional 3e de Chine en 2022 | - Incheon United 4e de Corée du Sud en 2022 - Urawa Red Diamonds Vainqueur de la Ligue des champions en 2022 - Zhejiang Professional 3e de Chine en 2022 | - Incheon United 4e de Corée du Sud en 2022 - Urawa Red Diamonds Vainqueur de la Ligue des champions en 2022 - Zhejiang Professional 3e de Chine en 2022 | - Shanghai Port 4e de Chine en 2022 - BG Pathum United 2e de Thaïlande en 2021-2022 - Thai Port FC 3e de Thaïlande en 2022-2023 | - Shanghai Port 4e de Chine en 2022 - BG Pathum United 2e de Thaïlande en 2021-2022 - Thai Port FC 3e de Thaïlande en 2022-2023 | - Shanghai Port 4e de Chine en 2022 - BG Pathum United 2e de Thaïlande en 2021-2022 - Thai Port FC 3e de Thaïlande en 2022-2023 | - Shanghai Port 4e de Chine en 2022 - BG Pathum United 2e de Thaïlande en 2021-2022 - Thai Port FC 3e de Thaïlande en 2022-2023 | - Shanghai Port 4e de Chine en 2022 - BG Pathum United 2e de Thaïlande en 2021-2022 - Thai Port FC 3e de Thaïlande en 2022-2023 | - Shanghai Port 4e de Chine en 2022 - BG Pathum United 2e de Thaïlande en 2021-2022 - Thai Port FC 3e de Thaïlande en 2022-2023 | - Shanghai Port 4e de Chine en 2022 - BG Pathum United 2e de Thaïlande en 2021-2022 - Thai Port FC 3e de Thaïlande en 2022-2023 | - Shanghai Port 4e de Chine en 2022 - BG Pathum United 2e de Thaïlande en 2021-2022 - Thai Port FC 3e de Thaïlande en 2022-2023 |
| Tour préliminaire | | | | | | | | | | | | | | | |
| - Lee Man FC 2e de Hong Kong en 2022-2023 - Hong Kong Rangers 3e de Hong Kong en 2022-2023 | - Lee Man FC 2e de Hong Kong en 2022-2023 - Hong Kong Rangers 3e de Hong Kong en 2022-2023 | - Lee Man FC 2e de Hong Kong en 2022-2023 - Hong Kong Rangers 3e de Hong Kong en 2022-2023 | - Lee Man FC 2e de Hong Kong en 2022-2023 - Hong Kong Rangers 3e de Hong Kong en 2022-2023 | - Lee Man FC 2e de Hong Kong en 2022-2023 - Hong Kong Rangers 3e de Hong Kong en 2022-2023 | - Lee Man FC 2e de Hong Kong en 2022-2023 - Hong Kong Rangers 3e de Hong Kong en 2022-2023 | - Lee Man FC 2e de Hong Kong en 2022-2023 - Hong Kong Rangers 3e de Hong Kong en 2022-2023 | - Lee Man FC 2e de Hong Kong en 2022-2023 - Hong Kong Rangers 3e de Hong Kong en 2022-2023 | - Hải Phòng FC 2e du Viêt Nam en 2022 - Bali United Vainqueur du barrages des Champions d'Indonésie en 2021-2022 et 2022-2023 | - Hải Phòng FC 2e du Viêt Nam en 2022 - Bali United Vainqueur du barrages des Champions d'Indonésie en 2021-2022 et 2022-2023 | - Hải Phòng FC 2e du Viêt Nam en 2022 - Bali United Vainqueur du barrages des Champions d'Indonésie en 2021-2022 et 2022-2023 | - Hải Phòng FC 2e du Viêt Nam en 2022 - Bali United Vainqueur du barrages des Champions d'Indonésie en 2021-2022 et 2022-2023 | - Hải Phòng FC 2e du Viêt Nam en 2022 - Bali United Vainqueur du barrages des Champions d'Indonésie en 2021-2022 et 2022-2023 | - Hải Phòng FC 2e du Viêt Nam en 2022 - Bali United Vainqueur du barrages des Champions d'Indonésie en 2021-2022 et 2022-2023 | - Hải Phòng FC 2e du Viêt Nam en 2022 - Bali United Vainqueur du barrages des Champions d'Indonésie en 2021-2022 et 2022-2023 | - Hải Phòng FC 2e du Viêt Nam en 2022 - Bali United Vainqueur du barrages des Champions d'Indonésie en 2021-2022 et 2022-2023 |

## Calendrier
| Nom                                             | Tirage au sort   | Zone occidentale                                           | Zone occidentale                                           | Zone orientale                                             | Zone orientale                                             |
| Nom                                             | Tirage au sort   | Date aller                                                 | Date retour                                                | Date aller                                                 | Date retour                                                |
| ----------------------------------------------- | ---------------- | ---------------------------------------------------------- | ---------------------------------------------------------- | ---------------------------------------------------------- | ---------------------------------------------------------- |
| Phase qualificative (2023)                      |                  |                                                            |                                                            |                                                            |                                                            |
| Tour préliminaire                               | Aucun            | 15-16 août 2023                                            | 15-16 août 2023                                            | 15-16 août 2023                                            | 15-16 août 2023                                            |
| Barrages                                        | Aucun            | 22 août 2023                                               | 22 août 2023                                               | 22 août 2023                                               | 22 août 2023                                               |
| Phase de groupes (2023)                         |                  |                                                            |                                                            |                                                            |                                                            |
| Journées 1 et 4 Journées 2 et 5 Journées 3 et 6 | 24 août 2023     | 18 et 19 septembre 2 et 3 octobre 23 et 24 octobre         | 6 et 7 novembre 27 et 28 novembre 11 et 12 décembre        | 19 et 20 septembre 3 et 4 octobre 24 et 25 octobre         | 7 et 8 novembre 28 et 29 novembre 12 et 13 décembre        |
| Phase à élimination directe (2024)              |                  |                                                            |                                                            |                                                            |                                                            |
| Huitièmes de finale                             | 28 décembre 2023 | 12 et 13 février                                           | 19 et 20 février                                           | 13 et 14 février                                           | 20 et 21 février                                           |
| Quarts de finale                                | 28 décembre 2023 | 4 et 5 mars                                                | 11 et 12 mars                                              | 5 et 6 mars                                                | 12 et 13 mars                                              |
| Demi-finale                                     | 28 décembre 2023 | 16 avril                                                   | 23 avril                                                   | 17 avril                                                   | 24 avril                                                   |
| Finale                                          | 28 décembre 2023 | samedi 11 mai 2024 à (aller) samedi 18 mai 2024 à (retour) | samedi 11 mai 2024 à (aller) samedi 18 mai 2024 à (retour) | samedi 11 mai 2024 à (aller) samedi 18 mai 2024 à (retour) | samedi 11 mai 2024 à (aller) samedi 18 mai 2024 à (retour) |

## Phase qualificative

### Tour préliminaire
| Équipe            | Score           | Équipe            |
| Asie de l'Ouest   | Asie de l'Ouest | Asie de l'Ouest   |
| ----------------- | --------------- | ----------------- |
| Shabab Al-Ahli    | 3 - 0           | Al-Weehdat        |
| Sharjah FC        | 2 - 0           | Bashundhara Kings |
| FK AGMK           | 1 - 0           | Al-Seeb SC        |
| Asie de l'Est     |                 |                   |
| Hong Kong Rangers | 1 - 4ap         | Hải Phòng FC      |
| Lee Man FC        | 5 - 1           | Bali United       |

- Qualifié pour les barrages

Région Ouest
| 15 août 2023  | Shabab Al-Ahli                      | 3 - 0   | Al-Weehdat                        | Stade Al-Rashid, Dubaï                     |                                            |
| 19h35 (UTC+4) | Ganiev 57e · Renan 65e · Dabour 86e | (0 - 0) |                                   | Spectateurs : 3 014 Arbitrage : Nasaruddin | Spectateurs : 3 014 Arbitrage : Nasaruddin |
| 19h35 (UTC+4) | Renan 41e · Marzooq 50e             | Rapport | 18e Fahid · 62e Ito · 90+4e Assam | Spectateurs : 3 014 Arbitrage : Nasaruddin | Spectateurs : 3 014 Arbitrage : Nasaruddin |

| 15 août 2023  | Sharjah FC                | 2 - 0   | Bashundhara Kings                       | Stade de Sharjah, Charjah                        |                                                  |
| 19h35 (UTC+4) | Luanzinho 45+3e 71e       | (1 - 0) |                                         | Spectateurs : 1 426 Arbitrage : Nasrullo Kabirov | Spectateurs : 1 426 Arbitrage : Nasrullo Kabirov |
| 19h35 (UTC+4) | Pjanić 39e · Al-Kaabi 88e | Rapport | 3e Rakib Hossain · 48e Dori · 57e Ghosh | Spectateurs : 1 426 Arbitrage : Nasrullo Kabirov | Spectateurs : 1 426 Arbitrage : Nasrullo Kabirov |

| 15 août 2023  | FK AGMK                                          | 1 - 0   | Al-Seeb SC                          | OKMK Stadion, Almalyk                        |                                              |
| 20h00 (UTC+5) | Giyosov 47e                                      | (0 - 0) |                                     | Spectateurs : 7 077 Arbitrage : Hanna Hattab | Spectateurs : 7 077 Arbitrage : Hanna Hattab |
| 20h00 (UTC+5) | Ismailov 34e · Boakye 62e, 73e · Akhmadaliev 81e | Rapport | 84e Al-Maashani · 90+3e Al-Ghassani | Spectateurs : 7 077 Arbitrage : Hanna Hattab | Spectateurs : 7 077 Arbitrage : Hanna Hattab |

Région Est
| 15 août 2023  | Hong Kong Rangers                   | 1 - 4 ap              | Hải Phòng FC                            | Mong Kok Stadium, Kowloon                           |                                                     |
| 19h30 (UTC+8) | Kanda 41e                           | (1 - 0, 1 - 1, 1 - 1) | 88e Nguyễn · 108e 116e Mamute · 111e Lo | Spectateurs : 4 158 Arbitrage : Omar Mohamed Al Ali | Spectateurs : 4 158 Arbitrage : Omar Mohamed Al Ali |
| 19h30 (UTC+8) | Cadjenovic 43e · Lam 50e · Ma 90+5e | Rapport               | 25e Hưng · 54e Bissainthe               | Spectateurs : 4 158 Arbitrage : Omar Mohamed Al Ali | Spectateurs : 4 158 Arbitrage : Omar Mohamed Al Ali |

| 16 août 2023  | Lee Man FC                                              | 5 - 1   | Bali United                    | Stade de Hong Kong, Île de Hong Kong            |                                                 |
| 20h00 (UTC+8) | Paulissen 8e (56) · Gil 13e · Camargo 45+2e · Ángel 86e | (3 - 1) | 11e (csc) Tsui                 | Spectateurs : 4 238 Arbitrage : Abdullah Jamali | Spectateurs : 4 238 Arbitrage : Abdullah Jamali |
| 20h00 (UTC+8) | Ngan 33e · Tsui 44e                                     | Rapport | 44e Jefferson · 89e Spasojević | Spectateurs : 4 238 Arbitrage : Abdullah Jamali | Spectateurs : 4 238 Arbitrage : Abdullah Jamali |

### Barrages
| Équipe                | Score           | Équipe            |
| Asie de l'Ouest       | Asie de l'Ouest | Asie de l'Ouest   |
| --------------------- | --------------- | ----------------- |
| Al-Nassr FC           | 4 - 2           | Shabab Al-Ahli    |
| Tractor SC            | 1 - 3           | Sharjah FC        |
| Al-Arabi SC           | 0 - 1           | FK AGMK           |
| Al-Wakrah SC          | 0 - 1ap         | Navbahor Namangan |
| Asie de l'Est         |                 |                   |
| Incheon United        | 3 - 1ap         | Hải Phòng FC      |
| Urawa Red Diamonds    | 3 - 0           | Lee Man FC        |
| Zhejiang Professional | 1 - 0           | Thaï Port         |
| Shanghai Port         | 2 - 3           | BG Pathum United  |

- Qualifié pour la phase de groupes

Région Ouest
| 22 août 2023  | Al-Nassr FC                                         | 4 - 2   | Shabab Al-Ahli                                               | Stade KSU, Riyad    |                     |
| 20h20 (UTC+3) | Talisca 11e 90+2e · Al-Ghannam 88e · Brozović 90+7e | (1 - 1) | 18e 46e Al-Ghassani                                          | Arbitrage : Fu Ming | Arbitrage : Fu Ming |
| 20h20 (UTC+3) |                                                     | Rapport | 45+2e Abdalla · 56e Al-Ghassani · 74e Naser · 90+2e Suleiman | Arbitrage : Fu Ming | Arbitrage : Fu Ming |

| 22 août 2023     | Tractor SC      | 1 - 3   | Sharjah FC                                      | Stade Yadegar-e Emam, Tabriz                    |                                                 |
| 19h30 (UTC+3:30) | Hashemnejad 86e | (0 - 1) | 25e Abdulrahman · 84e Camara · 90e (pen.) Lucas | Spectateurs : 80 898 Arbitrage : Kim Jong-Hyeok | Spectateurs : 80 898 Arbitrage : Kim Jong-Hyeok |
| 19h30 (UTC+3:30) | Khalilzadeh 83e | Rapport | 34e Abdulrahman · 79e Luanzinho                 | Spectateurs : 80 898 Arbitrage : Kim Jong-Hyeok | Spectateurs : 80 898 Arbitrage : Kim Jong-Hyeok |

| 22 août 2023  | Al-Arabi SC  | 0 - 1   | FK AGMK                     | Stade Al-Thumama, Doha   |                          |
| 20h30 (UTC+3) |              | (0 - 0) | 69e Sánchez                 | Arbitrage : Ko Hyung-jin | Arbitrage : Ko Hyung-jin |
| 20h30 (UTC+3) | Mohammed 30e | Rapport | 5e Gadoyev · 42e Abdullayev | Arbitrage : Ko Hyung-jin | Arbitrage : Ko Hyung-jin |

| 22 août 2023  | Al-Wakrah SC     | 0 - 1 ap              | Navbahor Namangan                                            | Stade Al-Wakrah, Al Wakrah  |                             |
| 18h30 (UTC+3) |                  | (0 - 0, 0 - 0, 0 - 1) | 98e Abdumannopov                                             | Arbitrage : Hiroyuki Kimura | Arbitrage : Hiroyuki Kimura |
| 18h30 (UTC+3) | Shurrab 60e, 80e | Rapport               | 33e Milović · 54e Golban · 83e Abdumannopov · 116e Boltaboev | Arbitrage : Hiroyuki Kimura | Arbitrage : Hiroyuki Kimura |

Région Est
| 22 août 2023  | Incheon United                            | 3 - 1 ap              | Hải Phòng FC          | Stade de football d'Incheon, Incheon              |                                                   |
| 19h30 (UTC+9) | Cheon 17e · Hernandes 100e · Gerso 120+2e | (1 - 1, 1 - 1, 2 - 1) | 5e Mamute             | Spectateurs : 5 206 Arbitrage : Mouood Bonyadifar | Spectateurs : 5 206 Arbitrage : Mouood Bonyadifar |
| 19h30 (UTC+9) |                                           | Rapport               | 90+2e Triệu · 117e Lê | Spectateurs : 5 206 Arbitrage : Mouood Bonyadifar | Spectateurs : 5 206 Arbitrage : Mouood Bonyadifar |

| 22 août 2023  | Urawa Red Diamonds                    | 3 - 0   | Lee Man FC  | Stade Saitama 2002, Saitama   |                               |
| 19h30 (UTC+9) | Koizumi 3e · Koroki 6e · Sekine 90+3e | (2 - 0) |             | Arbitrage : Sadullo Gulmurodi | Arbitrage : Sadullo Gulmurodi |
| 19h30 (UTC+9) | Takahiro Akimoto 90+5e                | Rapport | 45+4e Ángel | Arbitrage : Sadullo Gulmurodi | Arbitrage : Sadullo Gulmurodi |

| 22 août 2023  | Zhejiang Professional                          | 1 - 0   | Thaï Port                              | Centre des Sports olympique, Huzhou |                               |
| 19h30 (UTC+8) | Andrijašević 51e                               | (0 - 0) |                                        | Arbitrage : Akhrol Risqullaev       | Arbitrage : Akhrol Risqullaev |
| 19h30 (UTC+8) | Leung 20e · Zhang 34e · Mushekwi 60e · Jin 88e | Rapport | 62e Frans Dhia Putros · 90+4e Hamilton | Arbitrage : Akhrol Risqullaev       | Arbitrage : Akhrol Risqullaev |

| 22 août 2023  | Shanghai Port           | 2 - 3   | BG Pathum United    | Stade de football de Pudong, Shanghai |                                    |
| 19h30 (UTC+8) | Muzepper 31e · Pink 86e | (1 - 2) | 12e 26e 61e Sergeev | Arbitrage : Ammar Ebrahim Mahfoodh    | Arbitrage : Ammar Ebrahim Mahfoodh |
| 19h30 (UTC+8) | João 22e · Shiyuan 87e  | Rapport | 75e Yooyen          | Arbitrage : Ammar Ebrahim Mahfoodh    | Arbitrage : Ammar Ebrahim Mahfoodh |

## Phase de groupes
Bangkok United
BG Pathum United
Al-Duhail SC
Al-Sadd SC
Al-Hilal FC
Al-Nassr FC
Kawasaki Frontale
Urawa Red Diamonds
Yokohama F. Marinos

### Format et tirage au sort
Le tirage au sort a lieu le 24 août 2023 à Kuala Lumpur siège de l'AFC. Les quarante équipes (20 Asie de l'Ouest et 20 Asie de l'Est) participantes sont placées dans quatre chapeaux de cinq équipes, sur la base des règles suivantes :
- les clubs sont répartie dans les chapeaux suivant leurs résultats en championnat et en coupe national et du classement AFC des pays.
- avec comme restriction l'impossibilité pour deux équipes d'une même association de se rencontrer dans un groupe.

| Chapeau 1             | Chapeau 2            | Chapeau 3             | Chapeau 4         |
| --------------------- | -------------------- | --------------------- | ----------------- |
| Al-Ittihad Club Ch    | Sepahan SC           | Al-Faisaly Ch         | Al-Aïn FC Ch      |
| Persépolis FC Ch      | Al-Duhail SC Ch C    | Istiqlol Douchanbé Ch | Al-Nassr FC       |
| Al-Sadd SC Ch         | Nasaf Qarshi C       | Al-Qowa Al-Jawiya     | Sharjah FC C      |
| Pakhtakor Tachkent Ch | Al-Fayha FC C        | Ahal Änew Ch          | FK AGMK           |
| Al-Hilal FC Ch        | Nassaji Mazandaran C | Mumbai City Ch        | Navbahor Namangan |

| Chapeau 1              | Chapeau 2          | Chapeau 3             | Chapeau 4             |
| ---------------------- | ------------------ | --------------------- | --------------------- |
| Ulsan HD Ch            | Ventforet Kōfu C   | Hanoi FC Ch           | Kitchee SC Ch         |
| Yokohama F. Marinos Ch | Shandong Taishan C | Kaya FC Ch            | Incheon United        |
| Wuhan Three Towns Ch   | Bangkok United     | Johor Darul Ta'zim Ch | Urawa Red Diamonds T  |
| Buriram United Ch      | Pohang Steelers    | Melbourne City Ch     | Zhejiang Professional |
| Jeonbuk Hyundai C      | Kawasaki Frontale  | Lion City Sailors     | BG Pathum United      |

T : Tenant du titre
Ch : Champion national
C : Vainqueur de la coupe nationale
- Futur qualifié pour les huitièmes de finale

### Matchs et classements

#### Critères de départage
Selon l'article 10.5 du règlement de la compétition, en cas d’égalité de points de plusieurs équipes à l'issue des matches de groupe, les critères suivants sont appliqués dans l'ordre indiqué pour établir leur classement :
1. plus grand nombre de points obtenus dans les matches de groupe disputés entre les équipes concernées ;
2. meilleure différence de buts dans les matches du groupe disputés entre les équipes concernées;
3. plus grand nombre de buts marqués dans les matches du groupe disputés entre les équipes concernées;
4. plus grand nombre de buts marqués à l’extérieur dans les matches du groupe disputés entre les équipes concernées;
5. si, après l’application des critères 1 à 4, plusieurs équipes sont toujours à égalité, les critères 1 à 4 sont à nouveau appliqués exclusivement aux matches entre les équipes concernées afin de déterminer leur classement final. Si cette procédure ne donne pas de résultat, les critères 6 à 12 s’appliquent;
6. meilleure différence de buts dans tous les matches du groupe;
7. plus grand nombre de buts marqués dans tous les matches du groupe;
8. tirs au but, si deux équipes seulement sont impliquées et qu'elles se sont rencontrés au dernier tour du groupe;
9. plus faible total de points disciplinaires sur la base uniquement des cartons jaunes et des cartons rouges reçus durant tous les matches du groupe, (expulsion pour deux cartons jaunes au cours d'un match = 3 points);
10. meilleur classement de la fédération à laquelle appartient l'équipe.

Légende des classements
- Qualifié pour les huitièmes de finale
- Les 6 meilleures deuxièmes équipes qualifiées pour les huitièmes de finale

Légende des résultats
- Victoire à domicile
- Match nul
- Victoire à l'extérieur

### Groupe A
| Rang | Équipe             | Pts | J | G | N | P | Bp | Bc | Diff |  | Résultats (▼ dom., ► ext.) |     |     |     |     |
| ---- | ------------------ | --- | - | - | - | - | -- | -- | ---- |  | -------------------------- | --- | --- | --- | --- |
| 1    | Al-Aïn FC          | 15  | 6 | 5 | 0 | 1 | 17 | 9  | +8   |  | Al-Aïn FC                  |     | 4-1 | 1-3 | 4-2 |
| 2    | Al-Fayha FC        | 9   | 6 | 3 | 0 | 3 | 12 | 10 | +2   |  | Al-Fayha FC                | 2-3 |     | 2-0 | 3-1 |
| 3    | Pakhtakor Tachkent | 7   | 6 | 2 | 1 | 3 | 8  | 11 | -3   |  | Pakhtakor Tachkent         | 0-3 | 1-4 |     | 3-0 |
| 4    | Ahal Änew          | 4   | 6 | 1 | 1 | 4 | 6  | 13 | -7   |  | Ahal Änew                  | 1-2 | 1-0 | 1-1 |     |

### Groupe B
| Rang | Équipe       | Pts | J | G | N | P | Bp | Bc | Diff |  | Résultats (▼ dom., ► ext.) |     |     |     |     |
| ---- | ------------ | --- | - | - | - | - | -- | -- | ---- |  | -------------------------- | --- | --- | --- | --- |
| 1    | Nasaf Qarshi | 11  | 6 | 3 | 2 | 1 | 10 | 6  | +4   |  | Nasaf Qarshi               |     | 3-1 | 1-1 | 3-1 |
| 2    | Al-Sadd SC   | 8   | 6 | 2 | 2 | 2 | 11 | 7  | +4   |  | Al-Sadd SC                 | 2-2 |     | 0-0 | 6-0 |
| 3    | Sharjah FC   | 8   | 6 | 2 | 2 | 2 | 4  | 5  | -1   |  | Sharjah FC                 | 1-0 | 0-2 |     | 1-0 |
| 4    | Al-Faisaly   | 6   | 6 | 2 | 0 | 4 | 5  | 12 | -7   |  | Al-Faisaly                 | 0-1 | 2-0 | 2-1 |     |

### Groupe C
| Rang | Équipe            | Pts | J | G | N | P | Bp | Bc | Diff |  | Résultats (▼ dom., ► ext.) |     |     |     |     |
| ---- | ----------------- | --- | - | - | - | - | -- | -- | ---- |  | -------------------------- | --- | --- | --- | --- |
| 1    | Al-Ittihad Club   | 15  | 6 | 5 | 0 | 1 | 11 | 4  | +7   |  | Al-Ittihad Club            |     | 2-1 | 1-0 | 3-0 |
| 2    | Sepahan SC        | 10  | 6 | 3 | 1 | 2 | 16 | 8  | +8   |  | Sepahan SC                 | 0-3 |     | 1-0 | 9-0 |
| 3    | Al-Qowa Al-Jawiya | 10  | 6 | 3 | 1 | 2 | 9  | 7  | +2   |  | Al-Qowa Al-Jawiya          | 2-0 | 2-2 |     | 3-2 |
| 4    | FK AGMK           | 0   | 6 | 0 | 0 | 6 | 5  | 22 | -17  |  | FK AGMK                    | 1-2 | 1-3 | 1-2 |     |

- Le match entre Sepahan SC et Al-Ittihad Club a été annulé à cause de la présence d'une statue de Qassem Soleimani dans le stade[7]. Le match est validé 3 à 0 pour Al-Ittihad, Sepahan n'ayant pas respecté les règles de l'AFC[8].

### Groupe D
| Rang | Équipe             | Pts | J | G | N | P | Bp | Bc | Diff |  | Résultats (▼ dom., ► ext.) |     |     |     |     |
| ---- | ------------------ | --- | - | - | - | - | -- | -- | ---- |  | -------------------------- | --- | --- | --- | --- |
| 1    | Al-Hilal FC        | 16  | 6 | 5 | 1 | 0 | 16 | 2  | +14  |  | Al-Hilal FC                |     | 1-1 | 2-1 | 6-0 |
| 2    | Navbahor Namangan  | 13  | 6 | 4 | 1 | 1 | 11 | 6  | +5   |  | Navbahor Namangan          | 0-2 |     | 2-1 | 3-0 |
| 3    | Nassaji Mazandaran | 6   | 6 | 2 | 0 | 4 | 7  | 10 | -3   |  | Nassaji Mazandaran         | 0-3 | 1-3 |     | 2-0 |
| 4    | Mumbai City        | 0   | 6 | 0 | 0 | 6 | 1  | 17 | -16  |  | Mumbai City                | 0-2 | 1-2 | 0-2 |     |

### Groupe E
| Rang | Équipe             | Pts | J | G | N | P | Bp | Bc | Diff |  | Résultats (▼ dom., ► ext.) |     |     |     |     |
| ---- | ------------------ | --- | - | - | - | - | -- | -- | ---- |  | -------------------------- | --- | --- | --- | --- |
| 1    | Al-Nassr FC        | 14  | 6 | 4 | 2 | 0 | 13 | 7  | +6   |  | Al-Nassr FC                |     | 0-0 | 4-3 | 3-1 |
| 2    | Persépolis FC      | 8   | 6 | 2 | 2 | 2 | 5  | 5  | 0    |  | Persépolis FC              | 0-2 |     | 1-2 | 2-0 |
| 3    | Al-Duhail SC       | 7   | 6 | 2 | 1 | 3 | 9  | 9  | 0    |  | Al-Duhail SC               | 2-3 | 0-1 |     | 2-0 |
| 4    | Istiqlol Douchanbé | 3   | 6 | 0 | 3 | 3 | 3  | 9  | -6   |  | Istiqlol Douchanbé         | 1-1 | 1-1 | 0-0 |     |

- Le match Persépolis – Al-Nassr du 19 septembre 2023 au stade Azadi de Téhéran est la première rencontre d'une équipe saoudienne avec une équipe iranienne dans leur propre pays depuis 2015 après le rétablissement de relations diplomatiques entre l'Iran et l'Arabie saoudite[9].

### Groupe F
| Rang | Équipe            | Pts | J | G | N | P | Bp | Bc | Diff |  | Résultats (▼ dom., ► ext.) |     |     |     |     |
| ---- | ----------------- | --- | - | - | - | - | -- | -- | ---- |  | -------------------------- | --- | --- | --- | --- |
| 1    | Bangkok United    | 13  | 6 | 4 | 1 | 1 | 11 | 8  | +3   |  | Bangkok United             |     | 3-2 | 1-0 | 1-1 |
| 2    | Jeonbuk Hyundai   | 12  | 6 | 4 | 0 | 2 | 12 | 9  | +3   |  | Jeonbuk Hyundai            | 3-2 |     | 3-0 | 2-1 |
| 3    | Lion City Sailors | 6   | 6 | 2 | 0 | 4 | 5  | 9  | -4   |  | Lion City Sailors          | 1-2 | 2-0 |     | 0-2 |
| 4    | Kitchee SC        | 4   | 6 | 1 | 1 | 4 | 7  | 9  | -2   |  | Kitchee SC                 | 1-2 | 1-2 | 1-2 |     |

### Groupe G
| Rang | Équipe              | Pts | J | G | N | P | Bp | Bc | Diff |  | Résultats (▼ dom., ► ext.) |     |     |     |     |
| ---- | ------------------- | --- | - | - | - | - | -- | -- | ---- |  | -------------------------- | --- | --- | --- | --- |
| 1    | Yokohama F. Marinos | 12  | 6 | 4 | 0 | 2 | 12 | 7  | +5   |  | Yokohama F. Marinos        |     | 3-0 | 2-4 | 3-0 |
| 2    | Shandong Taishan    | 12  | 6 | 4 | 0 | 2 | 14 | 7  | +7   |  | Shandong Taishan           | 0-1 |     | 3-1 | 6-1 |
| 3    | Incheon United      | 12  | 6 | 4 | 0 | 2 | 14 | 9  | +5   |  | Incheon United             | 2-1 | 0-2 |     | 4-0 |
| 4    | Kaya FC             | 0   | 6 | 0 | 0 | 6 | 4  | 21 | -17  |  | Kaya FC                    | 1-2 | 1-3 | 1-3 |     |

### Groupe H
| Rang | Équipe                | Pts | J | G | N | P | Bp | Bc | Diff |  | Résultats (▼ dom., ► ext.) |     |     |     |     |
| ---- | --------------------- | --- | - | - | - | - | -- | -- | ---- |  | -------------------------- | --- | --- | --- | --- |
| 1    | Ventforet Kōfu        | 11  | 6 | 3 | 2 | 1 | 11 | 8  | +3   |  | Ventforet Kōfu             |     | 3-3 | 4-1 | 1-0 |
| 2    | Melbourne City        | 9   | 6 | 2 | 3 | 1 | 8  | 6  | +2   |  | Melbourne City             | 0-0 |     | 1-1 | 0-1 |
| 3    | Zhejiang Professional | 7   | 6 | 2 | 1 | 4 | 8  | 13 | -5   |  | Zhejiang Professional      | 2-0 | 1-2 |     | 3-2 |
| 4    | Buriram United        | 6   | 6 | 2 | 0 | 4 | 9  | 10 | -1   |  | Buriram United             | 2-3 | 0-2 | 4-1 |     |

### Groupe I
| Rang | Équipe             | Pts | J | G | N | P | Bp | Bc | Diff |  | Résultats (▼ dom., ► ext.) |     |     |     |     |
| ---- | ------------------ | --- | - | - | - | - | -- | -- | ---- |  | -------------------------- | --- | --- | --- | --- |
| 1    | Kawasaki Frontale  | 16  | 6 | 5 | 1 | 0 | 17 | 6  | +11  |  | Kawasaki Frontale          |     | 1-0 | 5-0 | 4-2 |
| 2    | Ulsan HD           | 10  | 6 | 3 | 1 | 2 | 12 | 8  | +4   |  | Ulsan HD                   | 2-2 |     | 3-1 | 3-1 |
| 3    | Johor Darul Ta'zim | 9   | 6 | 3 | 0 | 3 | 11 | 13 | -2   |  | Johor Darul Ta'zim         | 0-1 | 2-1 |     | 4-1 |
| 4    | BG Pathum United   | 0   | 6 | 0 | 0 | 6 | 9  | 22 | -13  |  | BG Pathum United           | 2-4 | 1-3 | 2-4 |     |

### Groupe J
| Rang | Équipe             | Pts | J | G | N | P | Bp | Bc | Diff |  | Résultats (▼ dom., ► ext.) |     |     |     |     |
| ---- | ------------------ | --- | - | - | - | - | -- | -- | ---- |  | -------------------------- | --- | --- | --- | --- |
| 1    | Pohang Steelers    | 16  | 6 | 5 | 1 | 0 | 14 | 5  | +9   |  | Pohang Steelers            |     | 2-1 | 2-0 | 3-1 |
| 2    | Urawa Red Diamonds | 7   | 6 | 2 | 1 | 3 | 12 | 9  | +3   |  | Urawa Red Diamonds         | 0-2 |     | 6-0 | 2-1 |
| 4    | Hanoi FC           | 6   | 6 | 2 | 0 | 4 | 7  | 16 | -9   |  | Hanoi FC                   | 2-4 | 2-1 |     | 2-1 |
| 3    | Wuhan Three Towns  | 5   | 6 | 1 | 2 | 3 | 8  | 11 | -3   |  | Wuhan Three Towns          | 1-1 | 2-2 | 2-1 |     |

### Meilleures deuxièmes
| Rang | Équipe                   | Pts | J | G | N | P | Bp | Bc | Diff |
| ---- | ------------------------ | --- | - | - | - | - | -- | -- | ---- |
| 1    | Navbahor Namangan (Gr.D) | 13  | 6 | 4 | 1 | 1 | 11 | 6  | +5   |
| 2    | Sepahan SC (Gr.C)        | 10  | 6 | 3 | 1 | 2 | 16 | 8  | +8   |
| 3    | Al-Fayha FC (Gr.A)       | 9   | 6 | 3 | 0 | 3 | 12 | 10 | +2   |
| 4    | Al-Sadd SC (Gr.B)        | 8   | 6 | 2 | 2 | 2 | 11 | 7  | +4   |
| 5    | Persépolis FC (Gr.E)     | 8   | 6 | 2 | 2 | 2 | 5  | 5  | 0    |

| Rang | Équipe                    | Pts | J | G | N | P | Bp | Bc | Diff |
| ---- | ------------------------- | --- | - | - | - | - | -- | -- | ---- |
| 1    | Shandong Taishan (Gr.G)   | 12  | 6 | 4 | 0 | 2 | 14 | 7  | +7   |
| 2    | Jeonbuk Hyundai (Gr.F)    | 12  | 6 | 4 | 0 | 2 | 12 | 9  | +3   |
| 3    | Ulsan Hyundai (Gr.I)      | 10  | 6 | 3 | 1 | 2 | 12 | 8  | +4   |
| 4    | Melbourne City (Gr.H)     | 9   | 6 | 2 | 3 | 1 | 8  | 6  | +2   |
| 5    | Urawa Red Diamonds (Gr.J) | 7   | 6 | 2 | 1 | 3 | 12 | 9  | +3   |

## Phase à élimination directe
Riyad
 Al-Nassr
 Al-Hilal
Région du Kanto
 Kawasaki Frontale
 Yokohama F. Marinos

### Tirage au sort
| Les 8 qualifiés de la Zone Ouest | Les 8 qualifiés de la Zone Ouest | Les 8 qualifiés de la Zone Ouest |
| Groupe                           | Pot 1 - Vainqueur de groupe      | Pot 2 - Meilleur deuxième        |
| -------------------------------- | -------------------------------- | -------------------------------- |
| A                                | Al-Aïn FC                        | Al-Fayha FC                      |
| B                                | Nasaf Qarshi                     | Non qualifiée                    |
| C                                | Al-Ittihad Club                  | Sepahan SC                       |
| D                                | Al-Hilal FC                      | Navbahor Namangan                |
| E                                | Al-Nassr FC                      | Non qualifiée                    |

| Les 8 qualifiés de la Zone Est | Les 8 qualifiés de la Zone Est | Les 8 qualifiés de la Zone Est |
| Groupe                         | Pot 1 - Vainqueur de groupe    | Pot 2 - Meilleur deuxième      |
| ------------------------------ | ------------------------------ | ------------------------------ |
| F                              | Bangkok United                 | Jeonbuk Hyundai                |
| G                              | Yokohama F. Marinos            | Shandong Taishan               |
| H                              | Ventforet Kōfu                 | Non qualifiée                  |
| I                              | Kawasaki Frontale              | Ulsan HD                       |
| J                              | Pohang Steelers                | Non qualifiée                  |

### Huitièmes de finale
Pour le tirage des huitièmes de finale, les deux zones sont toujours présentes et chaque zone est répartie en deux pots : le pot 1 c'est les cinq vainqueurs de groupes et le pot 2 c'est les trois meilleurs deuxièmes et une équipe du pot 1 sera placée en pot 2 pour avoir une égalité des deux pots.
Deux équipes issues du même groupe ne peuvent pas se rencontrer. Le tirage au sort a lieu le 28 décembre 2023 au siège de l'AFC.

Les matchs aller se jouent les 12-13-14 février 2024 et les match retour les 19-20-21 février.
| Équipe            | Aller           | Total           | Retour          | Équipe              |
| Asie de l'Ouest   | Asie de l'Ouest | Asie de l'Ouest | Asie de l'Ouest | Asie de l'Ouest     |
| ----------------- | --------------- | --------------- | --------------- | ------------------- |
| Nasaf Qarshi      | 0 - 0           | 1 - 2           | 1 - 2           | Al-Aïn FC           |
| Al-Fayha FC       | 0 - 1           | 0 - 3           | 0 - 2           | Al-Nassr FC         |
| Sepahan SC        | 1 - 3           | 2 - 6           | 1 - 3           | Al-Hilal FC         |
| Navbahor Namangan | 0 - 0           | 1 - 2           | 1 - 2           | Al-Ittihad Club     |
| Asie de l'Est     |                 |                 |                 |                     |
| Jeonbuk Hyundai   | 2 - 0           | 3 - 1           | 1 - 1           | Pohang Steelers     |
| Ulsan HD          | 3 - 0           | 5 - 1           | 2 - 1           | Ventforet Kōfu      |
| Shandong Taishan  | 2 - 3           | 6 - 5           | 4 - 2           | Kawasaki Frontale   |
| Bangkok United    | 2 - 2           | 2 - 3           | 0 - 1 ap        | Yokohama F. Marinos |

### Quarts de finale
Les matchs aller se jouent les 4-5-6 mars 2024 et les match retour les 11-12-13 mars 2024.
| Équipe           | Aller           | Total             | Retour          | Équipe              |
| Asie de l'Ouest  | Asie de l'Ouest | Asie de l'Ouest   | Asie de l'Ouest | Asie de l'Ouest     |
| ---------------- | --------------- | ----------------- | --------------- | ------------------- |
| Al-Aïn FC        | 1 - 0           | 4 - 4 (3 - 1 tab) | 3 - 4 ap        | Al-Nassr FC         |
| Al-Hilal FC      | 2 - 0           | 4 - 0             | 2 - 0           | Al-Ittihad Club     |
| Asie de l'Est    |                 |                   |                 |                     |
| Jeonbuk Hyundai  | 1 - 1           | 1 - 2             | 0 - 1           | Ulsan HD            |
| Shandong Taishan | 1 - 2           | 1 - 3             | 0 - 1           | Yokohama F. Marinos |

### Demi-finales
Les matchs aller se jouent le 17 avril 2024 et les match retour les 23-24 avril 2024.
Le match aller entre Al-Aïn et Al-Hilal prévu initialement le 16 avril 2024 est reporté au lendemain en raison de fortes pluies sur les Émirats.
| Équipe          | Aller           | Total             | Retour          | Équipe              |
| Asie de l'Ouest | Asie de l'Ouest | Asie de l'Ouest   | Asie de l'Ouest | Asie de l'Ouest     |
| --------------- | --------------- | ----------------- | --------------- | ------------------- |
| Al-Aïn FC       | 4 - 2           | 5 - 4             | 1 - 2           | Al-Hilal FC         |
| Asie de l'Est   |                 |                   |                 |                     |
| Ulsan HD        | 1 - 0           | 3 - 3 (4 - 5 tab) | 2 - 3 ap        | Yokohama F. Marinos |

### Finales
La finale se joue en match aller-retour dans les deux stades des deux finalistes le 11 mai 2024 à Yokohama et le 25 mai 2024 à Al-Aïn. Elle se conclut sur la victoire du club émirati.
| Équipe              | Aller | Total | Retour | Équipe    |
| ------------------- | ----- | ----- | ------ | --------- |
| Yokohama F. Marinos | 2 - 1 | 3 - 6 | 1 - 5  | Al-Aïn FC |

### Tableau final
|  | Huitièmes de finale | Huitièmes de finale | Huitièmes de finale | Huitièmes de finale |                     |                     | Quarts de finale | Quarts de finale | Quarts de finale | Quarts de finale |  |  | Demi-finales | Demi-finales | Demi-finales | Demi-finales |  |  | Finale | Finale | Finale | Finale |
|  |                     |                     |                     |                     |                     |                     |                  |                  |                  |                  |  |  |              |              |              |              |  |  |        |        |        |        |
|  |                     |                     |                     |                     |                     |                     |                  |                  |                  |                  |  |  |              |              |              |              |  |  |        |        |        |        |
|  | Jeonbuk Hyundai     | Jeonbuk Hyundai     | 2                   | 1                   |                     |                     |                  |                  |                  |                  |  |  |              |              |              |              |  |  |        |        |        |        |
|  | Jeonbuk Hyundai     | Jeonbuk Hyundai     | 2                   | 1                   |                     |                     |                  |                  |                  |                  |  |  |              |              |              |              |  |  |        |        |        |        |
|  | Pohang Steelers     | Pohang Steelers     | 0                   | 1                   |                     |                     |                  |                  |                  |                  |  |  |              |              |              |              |  |  |        |        |        |        |
|  | Pohang Steelers     | Pohang Steelers     | 0                   | 1                   | Jeonbuk Hyundai     | Jeonbuk Hyundai     | 1                | 0                |                  |                  |  |  |              |              |              |              |  |  |        |        |        |        |
|  |                     |                     |                     |                     | Jeonbuk Hyundai     | Jeonbuk Hyundai     | 1                | 0                |                  |                  |  |  |              |              |              |              |  |  |        |        |        |        |
|  |                     |                     | Ulsan HD            | Ulsan HD            | 1                   | 1                   |                  |                  |                  |                  |  |  |              |              |              |              |  |  |        |        |        |        |
|  | Ulsan HD            | Ulsan HD            | Ulsan HD            | Ulsan HD            | 1                   | 1                   | 3                | 2                |                  |                  |  |  |              |              |              |              |  |  |        |        |        |        |
|  | Ulsan HD            | Ulsan HD            |                     |                     |                     |                     |                  | 2                |                  |                  |  |  |              |              |              |              |  |  |        |        |        |        |
|  | Ventforet Kōfu      | Ventforet Kōfu      | 0                   | 1                   |                     |                     |                  |                  |                  |                  |  |  |              |              |              |              |  |  |        |        |        |        |
|  | Ventforet Kōfu      | Ventforet Kōfu      | 0                   | 1                   | Ulsan HD            | Ulsan HD            | 1                | 2 ap(4)          |                  |                  |  |  |              |              |              |              |  |  |        |        |        |        |
|  |                     |                     |                     |                     | Ulsan HD            | Ulsan HD            | 1                | 2 ap(4)          |                  |                  |  |  |              |              |              |              |  |  |        |        |        |        |
|  |                     |                     | Yokohama F. Marinos | Yokohama F. Marinos | 0                   | 3 tab(5)            |                  |                  |                  |                  |  |  |              |              |              |              |  |  |        |        |        |        |
|  | Shandong Taishan    | Shandong Taishan    | Yokohama F. Marinos | Yokohama F. Marinos | 0                   | 3 tab(5)            | 2                | 4                |                  |                  |  |  |              |              |              |              |  |  |        |        |        |        |
|  | Shandong Taishan    | Shandong Taishan    |                     |                     |                     |                     |                  | 4                |                  |                  |  |  |              |              |              |              |  |  |        |        |        |        |
|  | Kawasaki Frontale   | Kawasaki Frontale   | 3                   | 2                   |                     |                     |                  |                  |                  |                  |  |  |              |              |              |              |  |  |        |        |        |        |
|  | Kawasaki Frontale   | Kawasaki Frontale   | 3                   | 2                   | Shandong Taishan    | Shandong Taishan    | 1                | 0                |                  |                  |  |  |              |              |              |              |  |  |        |        |        |        |
|  |                     |                     |                     |                     | Shandong Taishan    | Shandong Taishan    | 1                | 0                |                  |                  |  |  |              |              |              |              |  |  |        |        |        |        |
|  |                     |                     | Yokohama F. Marinos | Yokohama F. Marinos | 2                   | 1                   |                  |                  |                  |                  |  |  |              |              |              |              |  |  |        |        |        |        |
|  | Bangkok United      | Bangkok United      | Yokohama F. Marinos | Yokohama F. Marinos | 2                   | 1                   | 2                | 0                |                  |                  |  |  |              |              |              |              |  |  |        |        |        |        |
|  | Bangkok United      | Bangkok United      |                     |                     |                     |                     |                  | 0                |                  |                  |  |  |              |              |              |              |  |  |        |        |        |        |
|  | Yokohama F. Marinos | Yokohama F. Marinos | 2                   | 1 ap                |                     |                     |                  |                  |                  |                  |  |  |              |              |              |              |  |  |        |        |        |        |
|  | Yokohama F. Marinos | Yokohama F. Marinos | 2                   | 1 ap                | Yokohama F. Marinos | Yokohama F. Marinos | 2                | 1                |                  |                  |  |  |              |              |              |              |  |  |        |        |        |        |
|  |                     |                     |                     |                     | Yokohama F. Marinos | Yokohama F. Marinos | 2                | 1                |                  |                  |  |  |              |              |              |              |  |  |        |        |        |        |
|  |                     |                     | Al-Aïn FC           | Al-Aïn FC           | 1                   | 5                   |                  |                  |                  |                  |  |  |              |              |              |              |  |  |        |        |        |        |
|  | Nasaf Qarshi        | Nasaf Qarshi        | Al-Aïn FC           | Al-Aïn FC           | 1                   | 5                   | 0                | 1                |                  |                  |  |  |              |              |              |              |  |  |        |        |        |        |
|  | Nasaf Qarshi        | Nasaf Qarshi        |                     |                     |                     |                     |                  | 1                |                  |                  |  |  |              |              |              |              |  |  |        |        |        |        |
|  | Al-Aïn FC           | Al-Aïn FC           | 0                   | 2                   |                     |                     |                  |                  |                  |                  |  |  |              |              |              |              |  |  |        |        |        |        |
|  | Al-Aïn FC           | Al-Aïn FC           | 0                   | 2                   | Al-Aïn FC           | Al-Aïn FC           | 1                | 3 tab(3)         |                  |                  |  |  |              |              |              |              |  |  |        |        |        |        |
|  |                     |                     |                     |                     | Al-Aïn FC           | Al-Aïn FC           | 1                | 3 tab(3)         |                  |                  |  |  |              |              |              |              |  |  |        |        |        |        |
|  |                     |                     | Al-Nassr FC         | Al-Nassr FC         | 0                   | 4 ap(1)             |                  |                  |                  |                  |  |  |              |              |              |              |  |  |        |        |        |        |
|  | Al-Fayha FC         | Al-Fayha FC         | Al-Nassr FC         | Al-Nassr FC         | 0                   | 4 ap(1)             | 0                | 0                |                  |                  |  |  |              |              |              |              |  |  |        |        |        |        |
|  | Al-Fayha FC         | Al-Fayha FC         |                     |                     |                     |                     |                  | 0                |                  |                  |  |  |              |              |              |              |  |  |        |        |        |        |
|  | Al-Nassr FC         | Al-Nassr FC         | 1                   | 2                   |                     |                     |                  |                  |                  |                  |  |  |              |              |              |              |  |  |        |        |        |        |
|  | Al-Nassr FC         | Al-Nassr FC         | 1                   | 2                   | Al-Aïn FC           | Al-Aïn FC           | 4                | 1                |                  |                  |  |  |              |              |              |              |  |  |        |        |        |        |
|  |                     |                     |                     |                     | Al-Aïn FC           | Al-Aïn FC           | 4                | 1                |                  |                  |  |  |              |              |              |              |  |  |        |        |        |        |
|  |                     |                     | Al-Hilal FC         | Al-Hilal FC         | 2                   | 2                   |                  |                  |                  |                  |  |  |              |              |              |              |  |  |        |        |        |        |
|  | Sepahan SC          | Sepahan SC          | Al-Hilal FC         | Al-Hilal FC         | 2                   | 2                   | 1                | 1                |                  |                  |  |  |              |              |              |              |  |  |        |        |        |        |
|  | Sepahan SC          | Sepahan SC          |                     |                     |                     |                     |                  | 1                |                  |                  |  |  |              |              |              |              |  |  |        |        |        |        |
|  | Al-Hilal FC         | Al-Hilal FC         | 3                   | 3                   |                     |                     |                  |                  |                  |                  |  |  |              |              |              |              |  |  |        |        |        |        |
|  | Al-Hilal FC         | Al-Hilal FC         | 3                   | 3                   | Al-Hilal FC         | Al-Hilal FC         | 2                | 2                |                  |                  |  |  |              |              |              |              |  |  |        |        |        |        |
|  |                     |                     |                     |                     | Al-Hilal FC         | Al-Hilal FC         | 2                | 2                |                  |                  |  |  |              |              |              |              |  |  |        |        |        |        |
|  |                     |                     | Al-Ittihad Club     | Al-Ittihad Club     | 0                   | 0                   |                  |                  |                  |                  |  |  |              |              |              |              |  |  |        |        |        |        |
|  | Navbahor Namangan   | Navbahor Namangan   | Al-Ittihad Club     | Al-Ittihad Club     | 0                   | 0                   | 0                | 1                |                  |                  |  |  |              |              |              |              |  |  |        |        |        |        |
|  | Navbahor Namangan   | Navbahor Namangan   |                     |                     |                     |                     |                  | 1                |                  |                  |  |  |              |              |              |              |  |  |        |        |        |        |
|  | Al-Ittihad Club     | Al-Ittihad Club     | 0                   | 2                   |                     |                     |                  |                  |                  |                  |  |  |              |              |              |              |  |  |        |        |        |        |
|  | Al-Ittihad Club     | Al-Ittihad Club     | 0                   | 2                   |                     |                     |                  |                  |                  |                  |  |  |              |              |              |              |  |  |        |        |        |        |
|  |                     |                     |                     |                     |                     |                     |                  |                  |                  |                  |  |  |              |              |              |              |  |  |        |        |        |        |

## Nombre d'équipes par association et par tour

### Zone Ouest
| Association         |       | Barrages              | +   | Phase de groupes                           | Huitièmes de finale                        | Quarts de finale                 | Demi-finales | Finale   |
| ------------------- | ----- | --------------------- | --- | ------------------------------------------ | ------------------------------------------ | -------------------------------- | ------------ | -------- |
| Arabie Saoudite     |       | 1 Al-Nassr            | +3  | 4 Al-Fayha, Al-Hilal, Al-Ittihad, Al-Nassr | 4 Al-Fayha, Al-Hilal, Al-Ittihad, Al-Nassr | 3 Al-Hilal, Al-Ittihad, Al-Nassr | 1 Al-Hilal   |          |
| Iran                |       | 1 Tractor             | +3  | 3 Nassaji, Persépolis, Sepahan             | 1 Sepahan                                  |                                  |              |          |
| Qatar               |       | 2 Al-Arabi, Al-Wakrah | +2  | 2 Al-Duhail, Al-Sadd                       |                                            |                                  |              |          |
| Ouzbékistan         |       | 2 Almalyk, Namangan   | +2  | 4 Almalyk, Namangan, Pakhtakor, Qarshi     | 2 Namangan, Qarshi                         |                                  |              |          |
| Émirats arabes unis |       | 2 Shabab, Sharjah     | +1  | 2 Al-Aïn, Sharjah                          | 1 Al-Aïn                                   | 1 Al-Aïn                         | 1 Al-Aïn     | 1 Al-Aïn |
| Jordanie            |       |                       | +1  | 1 Al-Faisaly                               |                                            |                                  |              |          |
| Tadjikistan         |       |                       | +1  | 1 Douchanbé                                |                                            |                                  |              |          |
| Irak                |       |                       | +1  | 1 Al-Qowa                                  |                                            |                                  |              |          |
| Turkménistan        |       |                       | +1  | 1 Änew                                     |                                            |                                  |              |          |
| Inde                |       |                       | +1  | 1 Mumbai                                   |                                            |                                  |              |          |
| Total               | Total | 8                     | +16 | 20                                         | 8                                          | 4                                | 2            | 1        |

### Zone Est
| Associations |       | Barrages             | +   | Phase de groupes                  | Huitièmes de finale        | Quarts de finale | Demi-finales | Finale     |
| ------------ | ----- | -------------------- | --- | --------------------------------- | -------------------------- | ---------------- | ------------ | ---------- |
| Corée du Sud |       | 1 Incheon            | +3  | 4 Incheon, Jeonbuk, Pohang, Ulsan | 3 Jeonbuk, Pohang, Ulsan   | 2 Jeonbuk, Ulsan | 1 Ulsan      |            |
| Japon        |       | 1 Urawa              | +3  | 4 Kawasaki, Urawa, Kōfu, Yokohama | 3 Kawasaki, Kōfu, Yokohama | 1 Yokohama       | 1 Yokohama   | 1 Yokohama |
| Chine        |       | 2 Shanghai, Zhejiang | +2  | 3 Shandong, Wuhan, Zhejiang       | 1 Shandong                 | 1 Shandong       |              |            |
| Thaïlande    |       | 2 Pathum, Thai       | +2  | 3 Bangkok, Buriram, Pathum        | 1 Bangkok                  |                  |              |            |
| Hong Kong    |       | 1 Lee Man            | +1  | 1 Kitchee                         |                            |                  |              |            |
| Viêtnam      |       | 1 Hải Phòng          | +1  | 1 Hanoi                           |                            |                  |              |            |
| Philippines  |       |                      | +1  | 1 Kaya                            |                            |                  |              |            |
| Malaisie     |       |                      | +1  | 1 Johor                           |                            |                  |              |            |
| Australie    |       |                      | +1  | 1 Melbourne                       |                            |                  |              |            |
| Singapour    |       |                      | +1  | 1 Lion City                       |                            |                  |              |            |
| Total        | Total | 8                    | +16 | 20                                | 8                          | 4                | 2            | 1          |